# How Dare You!
How Dare You! è il quarto album in studio del gruppo rock britannico 10cc, pubblicato nel 1976.

## Tracce
Side 1
1. How Dare You - 4:14
2. Lazy Ways - 4:20
3. I Wanna Rule the World - 3:57
4. I'm Mandy Fly Me - 5:24
5. Iceberg - 3:43

Side 2
1. Art for Art's Sake - 5:59
2. Rock 'n' Roll Lullaby - 3:58
3. Head Room - 4:21
4. Don't Hang Up - 6:16

## Formazione
- Eric Stewart - chitarre, tastiere, basso, voce
- Graham Gouldman - basso, chitarre, percussioni, voce
- Lol Creme - chitarre, tastiere, sintetizzatori, basso, clavinet, vibrafono, voce, effetti
- Kevin Godley - batteria, percussioni, voce